# Grijze mosterd
Grijze mosterd (Hirschfeldia incana, synoniem: Erucastrum incanum) is een eenjarige tot tweejarige plant, die tot de kruisbloemenfamilie behoort. Het aantal chromosomen is 2n = 14.
De plant wordt 40-100 cm hoog en vormt een bladrozet. De stengel is al dan niet vertakt en bezet met stijve omlaag gerichte haren. Het grijs behaarde blad is liervormig, veerspletig tot veerdelig met een grote bladlob aan de top. De bovenste gelobde of getande tot gaafrandige bladeren zijn smal langwerpig.
Grijze mosterd bloeit van juni tot in oktober. De bloeiwijze is in het begin een trosvormig scherm en wordt later staafvormig. De vier 5-8 mm lange kroonbladen zijn lichtgeel en vaak paars geaderd. De kelkbladeren staan rechtop.
De vrucht is een 8-15 mm lange en 1-1,5 mm brede, bij de zaden bobbelige hauw, die rechtop tegen de stengel staat aangedrukt. De verdikte vruchtsteel is 2-4 mm en de snavel 4-7 mm lang. Een hauw bevat meestal één of twee zaden.

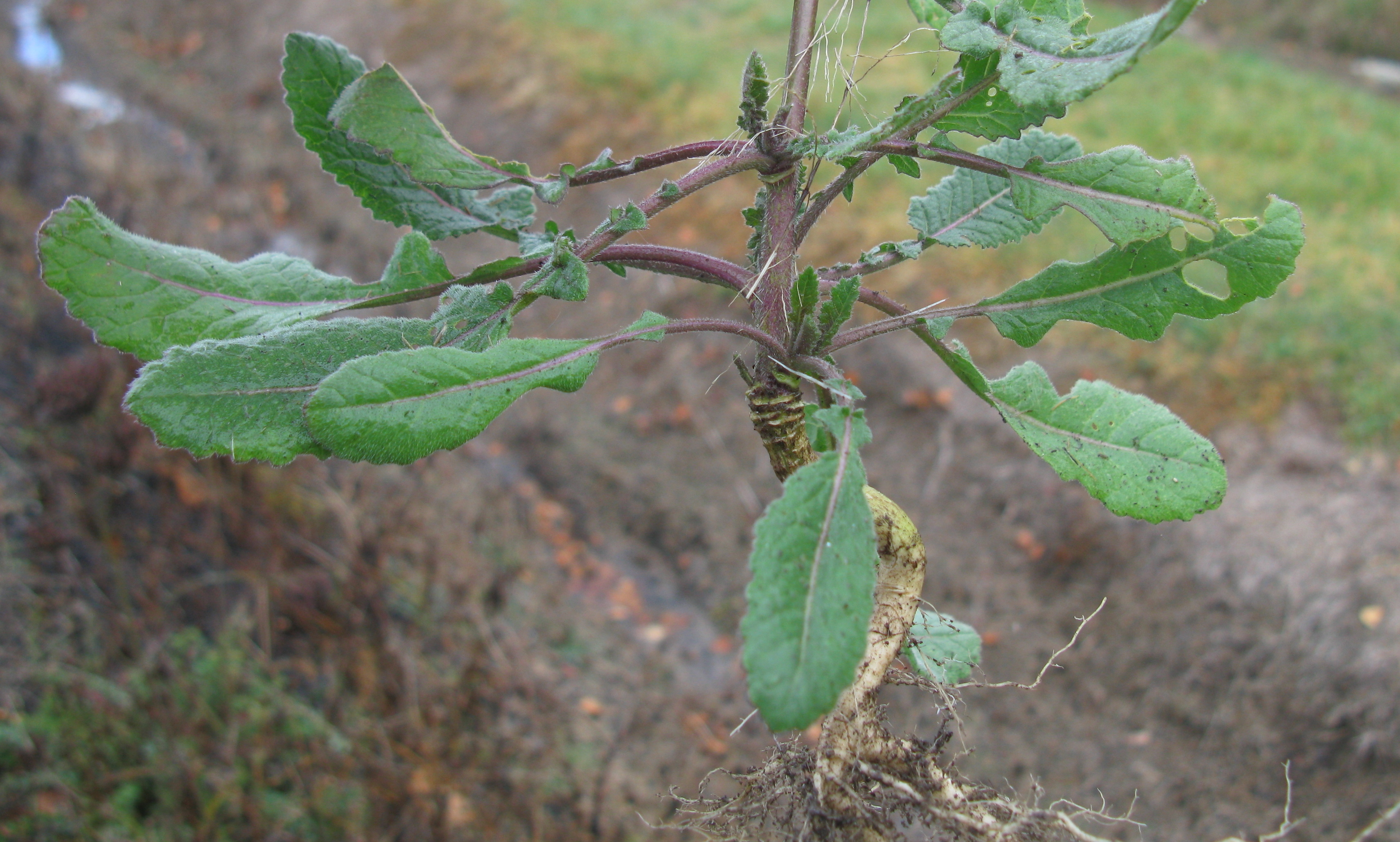
Plant
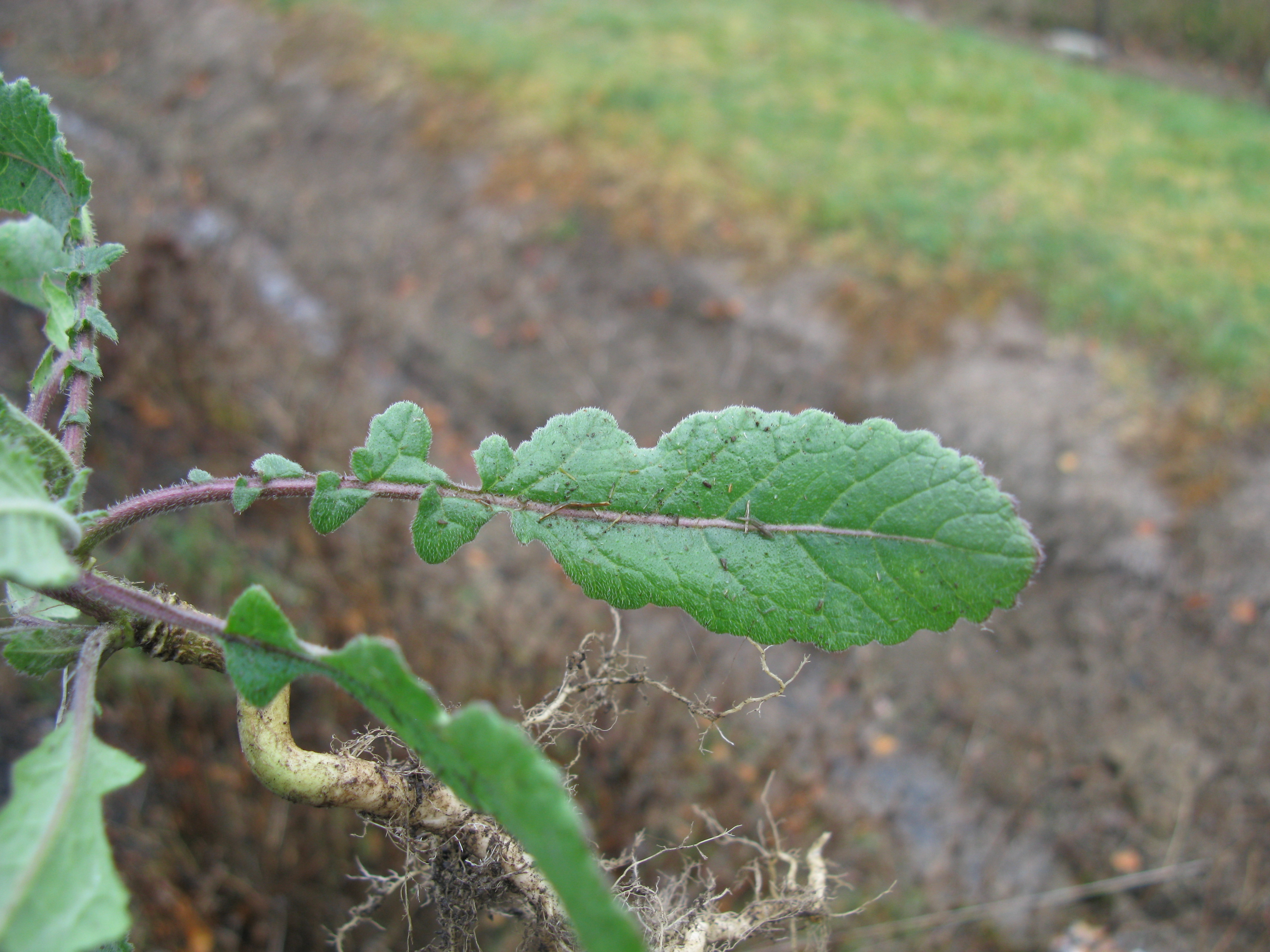
Blad
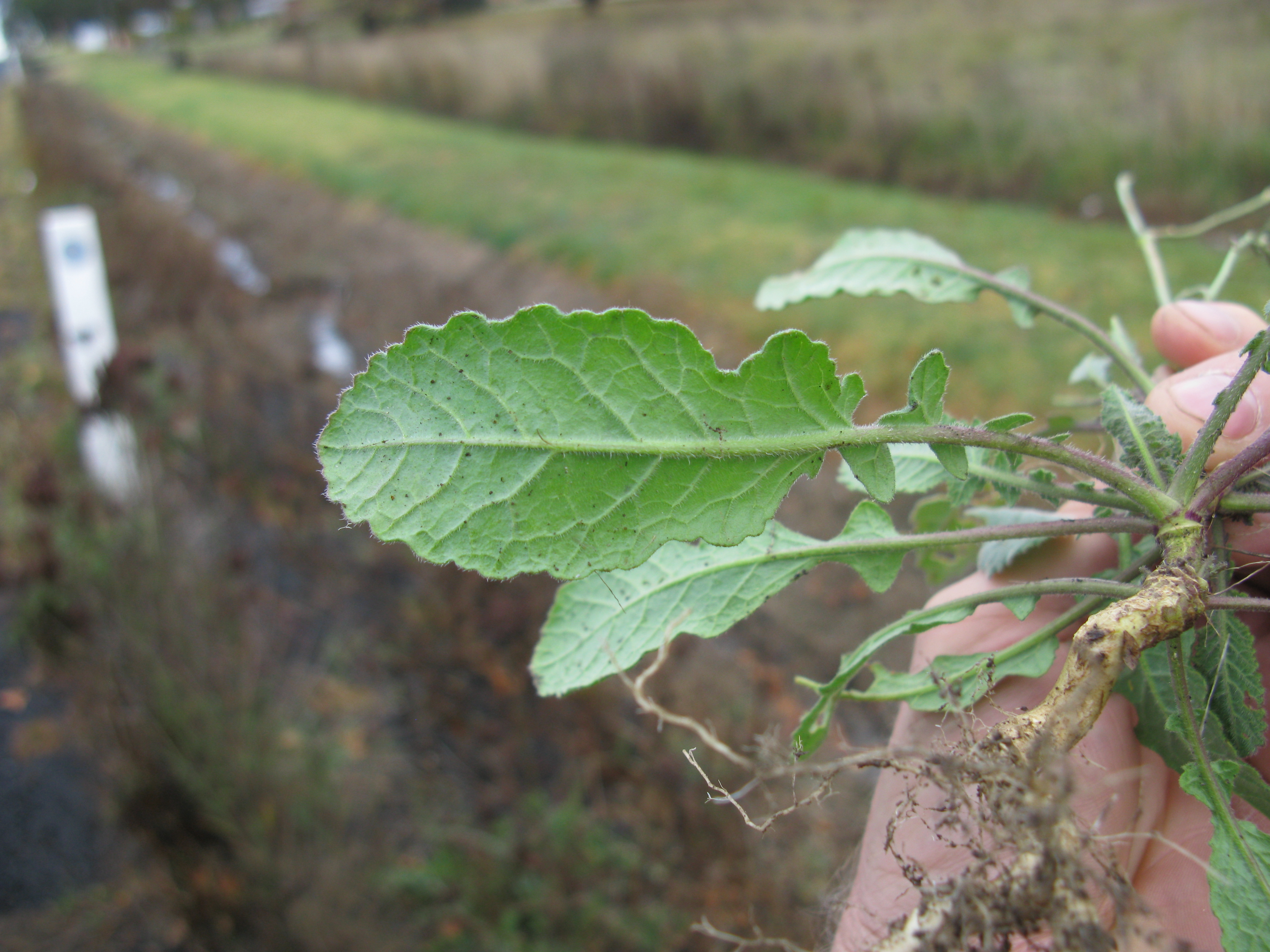
Achterkant blad
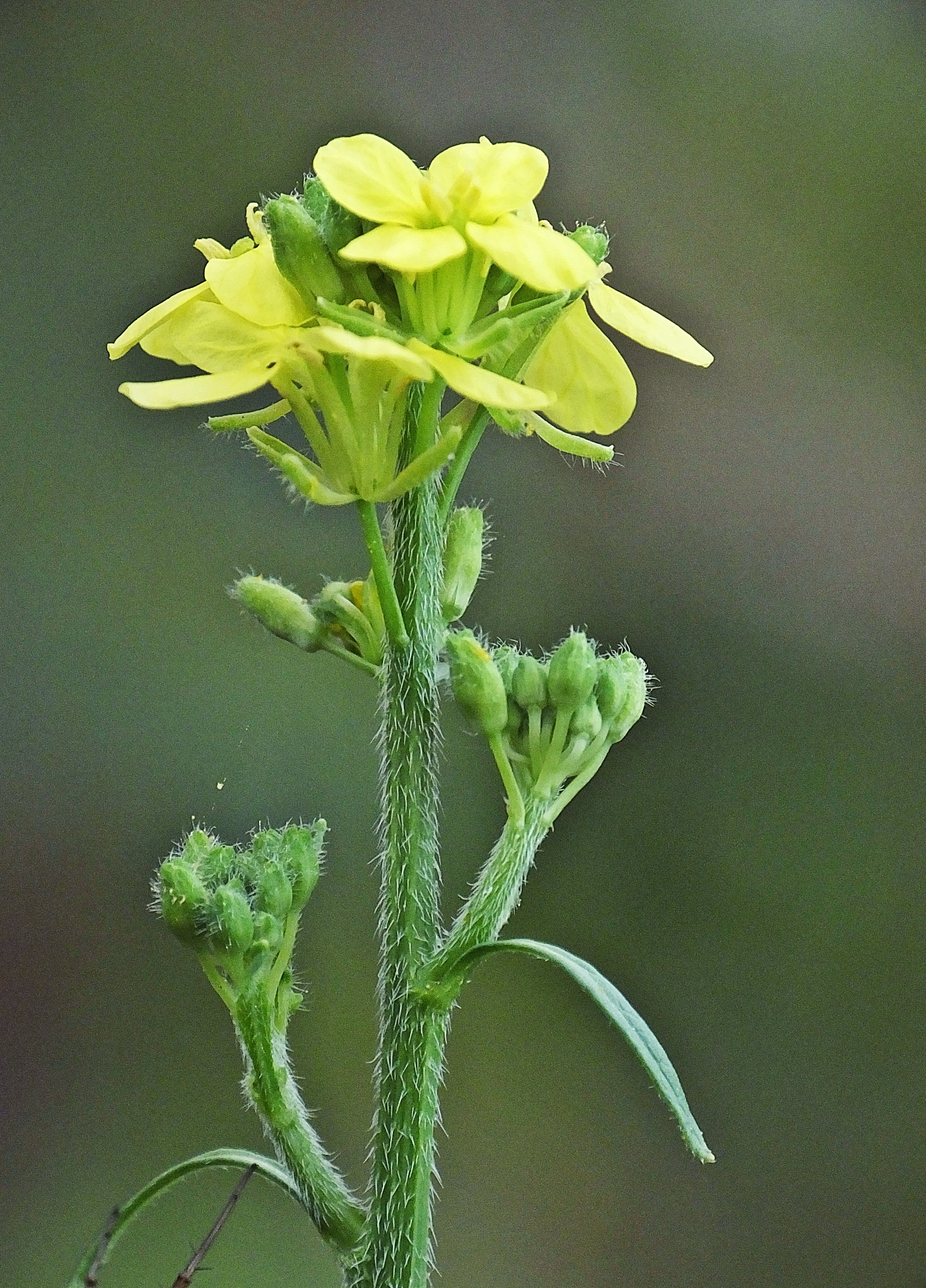
Bloeiwijze met haren
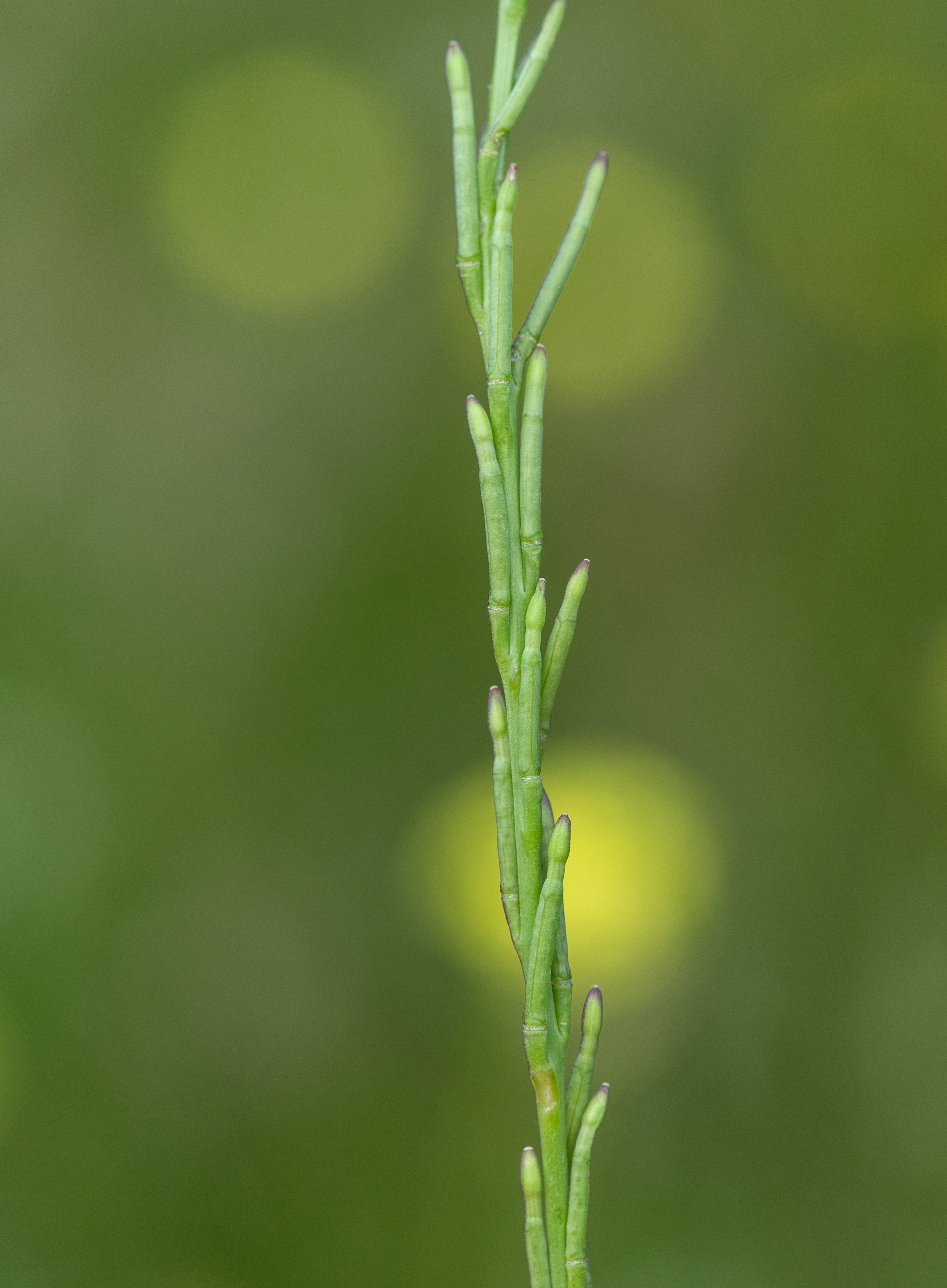
Hauwen
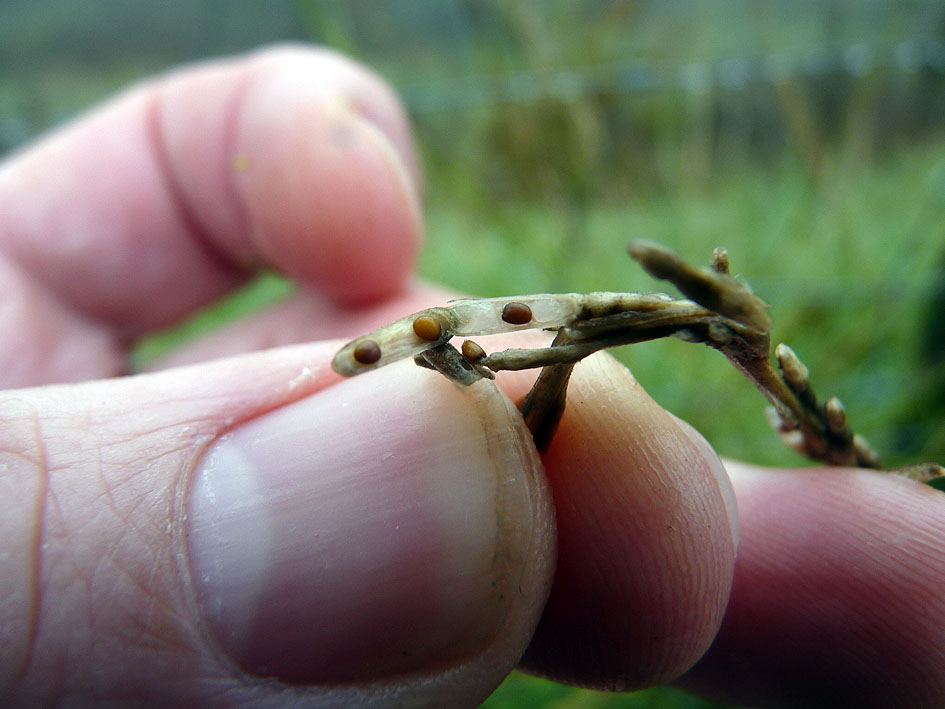
Zaden